# Leucophenga sema
Leucophenga sema är en tvåvingeart som beskrevs av Burla 1954. Leucophenga sema ingår i släktet Leucophenga och familjen daggflugor. Inga underarter finns listade i Catalogue of Life.